# Nasty Idols
Nasty Idols fue una banda de Glam Metal, Hard Rock de Malmö Suecia, formada en 1987. Después de que la banda se separase en 1995, se reagruparon de nuevo en 2006. Desde entonces, han lanzado su quinto álbum de estudio; Boys Town, en 2009 y un sexto álbum, Kalifornia.

## Historia

### Gigolos on Parole
La banda se formó en 1987 con la formación de Andy Pierce (Voz), Jonnie Wee (guitarra), Dick Qwarfort (bajo), George Swanson (Batería), Roger White (Teclados) y fueron más de un hacia arriba al Glam metal al estilo de bandas como Mötley Crüe, Poison y Hanoi Rocks. Su primer concierto fue interpretado en un festival local en Suecia se inspiró en espectáculos similares como los inicios de Mötley Crüe, Kiss, Sweet y Alice Cooper. Después de auto-financiar su disco aparecieron sencillos como Don't Walk From Love/Easy Come, Easy Go lo cual firmaron con el sello independiente HSM / CBS Records. Su álbum debut fue lanzado poco después en 1989 llamado Gigolos On Parole que luego siguieron más espectáculos y una base de fans cada vez en aumento.

### Cambios en la formación
Los cambios pronto fueron hechos en la alineación de la banda resulta en la que Peter Espinoza entra en la guitarra para sustituir Jonny Wee. Sin embargo la banda estaba que conduciendo a la grabación de algunas de las primeras pistas de su próximo disco.  En 1991 la banda lanzó Cruel Intention que fue recibido por un número de altas comentarios Valoración de numerosas revistas. "Cool Way Of Living", "Can't Get Ya' Off" y "Trashed N' Dirty" comenzaron a grabar videos y se jugó en gran medida en Headbangers Ball de MTV. El álbum fue lanzado poco después en Alemania y Japón.

### Vicious
En 1993 la banda lanzó su tercer disco, Vicious. El álbum obtuvo tanto éxito como el anterior, debido al declive y la disminución del sonido Glam metal ya que en ese momento dicho estilo tenía la corriente principal.  El interés se movía más en el Grunge popularizado por bandas como Alice in Chains, Nirvana y Soundgarden. La mayoría de las bandas de Hard Rock recurrieron a cambiar su sonido básico a más de un tono más oscuro y más pesado como un intento de despertar el interés por el género. Un ejemplo de ello es el segundo álbum de Skid Row el Slave to The Grind y el tercer álbum el Subhuman Race que era más pesado y más abrasivo que los antiguos sonidos que los hicieron populares en el principio. "Heads Down (in Tinseltown)" y "Ain't Got Nothin" fueron sus únicos vídeos, siendo este último un tanto más oscuro que en sus producciones anteriores.

### Otros Proyectos / Ruptura
Los restantes miembros de la banda se esforzaron mucho a través de los años para sobrevivir a través de una industria de la música más degradante para ellos. Peter Espinoza formó su propia banda Peter Espinoza's Brainchild que tuvo mucha acogida en Japón y Andy Pierce inició su carrera como solista y posteriormente formó Machinegun Kelly con el sello americano Perris Records. Sin embargo poco después reeditaron algunos discos de la banda incluyendo un recopilado y récord en 1995 bautizado como Heroes for Sale que sale a la luz en 1996. Sin embargo poco antes de este que disco saliera a la luz, la banda se separó en 1995.

### Reunión
En 2006 la banda se reagrupa en un concierto del Sweedish Rock Festival, y tuvieron mucha acogida en dicho festival. Sin embargo la banda hizo una gira llamada The Rejects on the Road tour.  A lo largo de ese mismo año la banda tocó numerosos conciertos en Suecia, posteriormente hicieron una gira en Inglaterra e Italia. Durante el 2008, la banda pasó gran parte de 2008 grabando su nuevo álbum en seguimiento del Vicious y el Héroes for Sale. Sin embargo después de 12 años de ausencia musical lanzaron su quinto álbum de estudio titulado "Boys Town".
El álbum contiene 13 pistas fue lanzado el 27 de abril de 2009, llegando a los registros del sello discográfico de la Metal Heaven. El disco fue recibido con una calurosa acogida por parte de los fanes y un gran porcentaje de los medios de comunicación. Su primer sencillo "Method to My Madness" (Tema original de The Lords of the New Church) obtuvo una mayor impresión en las escenas del Sleaze Rock en Suecia proviniendo bandas como Crashdiet, Vains of Jenna, Crazy Lixx, Babylon Bombs, Hardcore Superstar entre otras.

### Kalifornia
La banda fue a dar un breve descanso en el 2010 para prepararse a sí mismos para un regreso con ellos mientras que preparaban un par de conciertos en el mismo año. La propia banda prometió una gira llamada "Down N' Dirty Sleaze Piece". Sin embargo en su web oficial la banda nombró un par de canciones para el próximo disco; Kalifornia, Nitestalkin Without Mercy, Jack In A Box, Roadtrip and No More Rules. Kalifornia fue lanzado el 3 de julio de 2012. Este sería el último álbum con Andy Pierce.

## Últimos Acontecimientos / Muerte de Andy Pierce (2013—presente)
El 27 de febrero de 2013 la banda reveló a través de su sitio web oficial que el miembro fundador Dick Qwarfort había decidido dejar la banda.
El 7 de diciembre de 2013, el vocalista Andy Pierce murió repentinamente a los 45 años de edad, a causa de una hemorragia cerebral.
Actualmente se desconoce si la banda continuará a la luz después del fallecimiento de Pierce.

## Miembros
- Dick Qwarfort - bajo y coros (1987-1995, 2006-2013)
- Peter Espinoza - guitarra (1990-1994, 2006-2013)
- Rikki Dahl - percusión (2006-2013)
- Andy Pierce † (Fenecido 2013) - voz / guitarra rítmica (1987-1995, 2006-2013)
- George Swanson - percusión (1987-1993)
- Roger White - teclado y piano (1987-1993)
- Jonnie Wee - guitarra (1987-1990)
- Stanley (Jörgen Ohlsson) † (Fenecido 2016) - percusión (1993-1995)

## Discografía

### Álbumes de estudio
- Gigolos on Parole (1989)
- Cruel Intention (1991)
- Vicious (1993)
- Heroes for Sale (1996)
- Boys Town (2009)
- Kalifornia  (2012)

### Sencillos
- Don't Walk From Love/Easy Come Easy Go (1988)
- Alive N' Kickin (1990)

### Compilados
- The Best of Nasty Idols (2002)[4]
- The Refused And Lost Tapes (2002)[5]
- The Swedish Sleaze Collection (2006)[6]

### DVD
- Rejects on the Road (2007)